# Long John

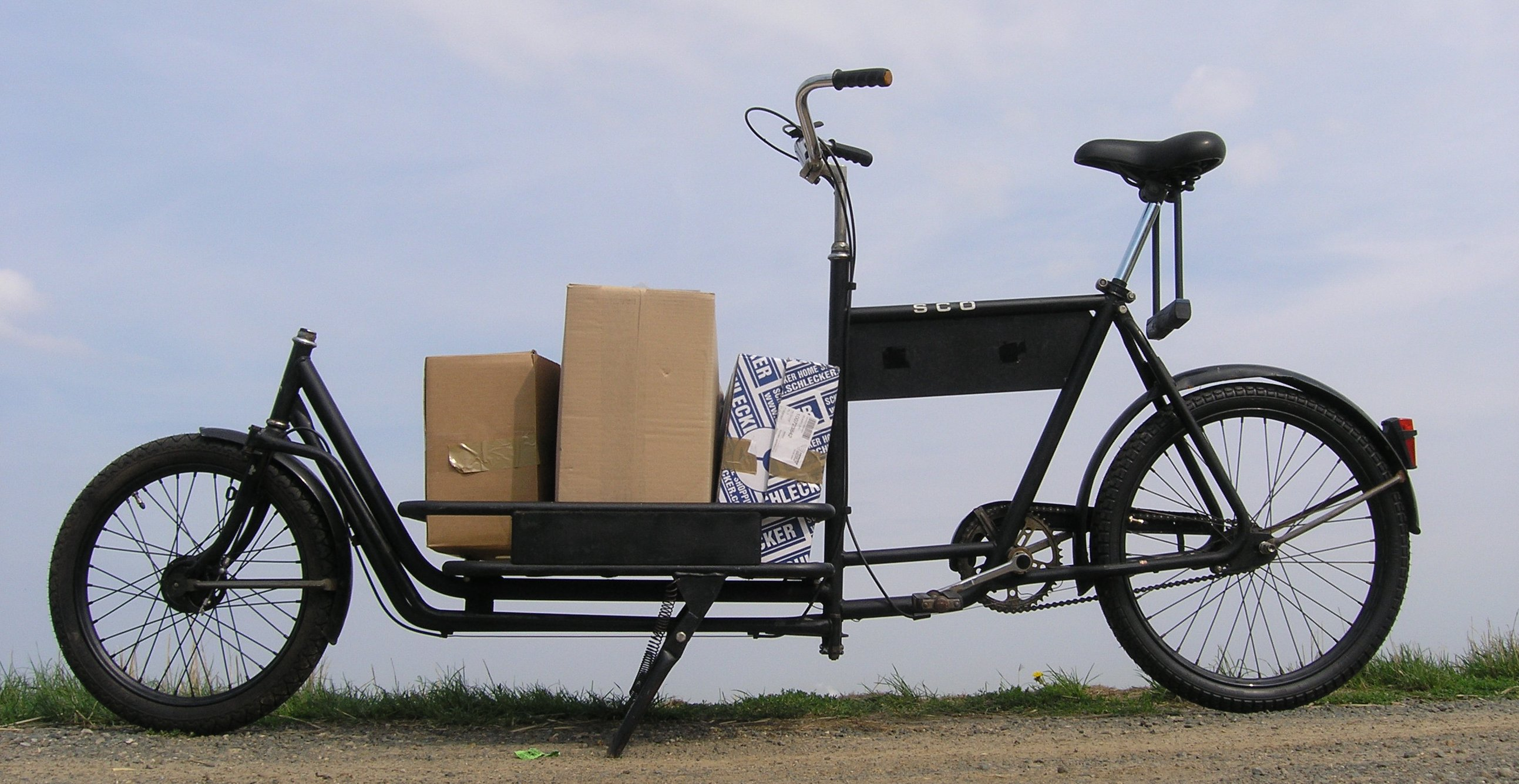
Long John

Ein Long John oder Bakfiets ist ein besonderer Typ des Transportrads, ein Vorderlader mit zwei Rädern.
Im Unterschied zu anderen Fahrrädern hat der Vorderlader zwischen Steuerrohr und Vorderrad eine tief liegende Ladefläche, die mit bis zu 100 kg beladen werden kann. Die Gabel ist über eine Lenkstange unter der Ladefläche und einen Lenkhebel oder einen Seilzug mit dem Lenkerrohr verbunden. Das Vorderlader-Transportfahrrad ist aus Dänemark als Long John und aus den Niederlanden als Bakfiets bekannt.

## Geschichte
Long Johns wurden in Dänemark vermutlich erstmals Ende der 1920er, Anfang der 1930er Jahre und bis heute in weitgehend unveränderter Form von verschiedenen Manufakturen hergestellt. In den folgenden Jahrzehnten lag die Produktion vornehmlich in Händen der Firma Smith & Co in Odense, die Long Johns unter ihrer Hausmarke SCO vertrieb. Ferner wurden die Long Johns von Smith & Co auch unter anderen Marken angeboten, z. B. Urania. Smith & Co firmierte später in Everton Smith um und wurde 1997 aufgelöst. Mit Unterbrechungen wurde der Long John bis 2009 von Monark in Schweden produziert und seit einer Neugründung wieder unter der Marke SCO (Stand 2021). Seit einigen Jahren bieten etliche nordeuropäische Hersteller Lastenfahrräder dieser Bauform mit zugehöriger Transportkiste an, die auch zum Kindertransport benutzt werden kann.
Ein moderner Vertreter und Nachfahre der Long Johns ist das ebenfalls aus Dänemark stammende Modell Bullitt der Firma Larry vs Harrs, das seit 2008 gebaut und vertrieben wird. Die Sitzposition und grundsätzliche Rahmenform ist dabei Long John-typisch. Moderne Materialien und Produktionsverfahren ermöglichen jedoch zeitgemäßere Designs. Wie in anderen Bereichen des Fahrrades auch, gibt es auch im Bereich der Lastenräder im Allgemeinen und der Long Johns im Speziellen einen starken Trend zur Motorisierung als Pedelec.

## Eigenbauten

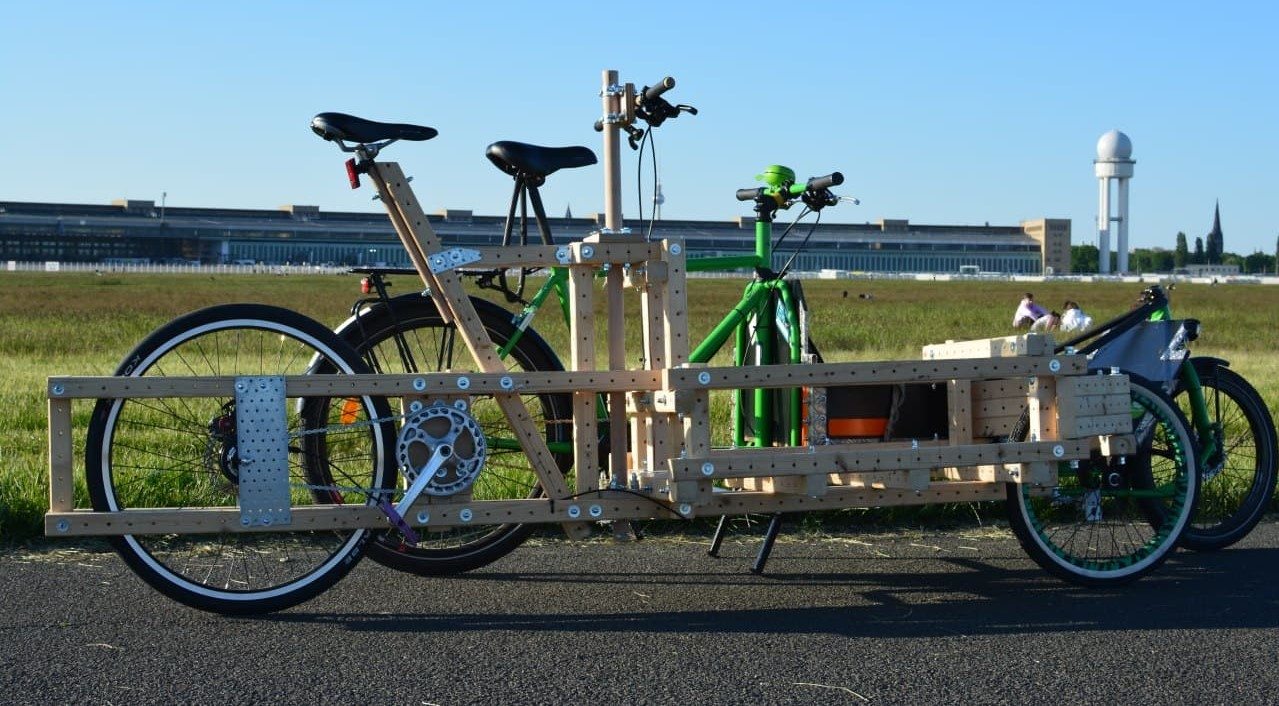
DIY-Version

Im Internet gibt es zahlreiche Anleitungen zum Selbstbau, einige davon sind als Open Hardware offen lizenziert. Sie stützen sich zumeist auf eine Kombination aus handelsüblichen Rädern und selbstgebauten Teilen.